# فكتورية (نبات)
فِكتورية أو عن الإنكليزية الزنبق المائي العملاق هو جنس من زنابق الماء في الفصيلة الييلوفرية ذو أوراق خضراء كبيرة جدًا مستوية على سطح الماء. أسند الاسم للملكة فكتورية من المملكة المتحدة تكريمًا لها. إنه يدفع نباتات الماء الأُخَر جانبًا لأنه ينتشر حتى يتبقى فقط تلك من نوعه. وبذا فإنه يمنع ضوء الشمس تمامًا من الوصول إلى أي النباتات تحت الماء.

## الأنواع الموجودة
| صورة | الاسم العلمي     | توزيع                           |
| ---- | ---------------- | ------------------------------- |
|      | فكتورية أمازونية | المياه الضحلة لحوض نهر الأمازون |
|      | فكتورية كروزية   | بَرانة - حوض نهر البَرغواي        |
|      | فكتورية بوليفية  | بوليفية                         |